# Sitaris rufipennis
Sitaris rufipennis là một loài bọ cánh cứng trong họ Meloidae. Loài này được Küster miêu tả khoa học năm 1849.